# Nashville, Chattanooga, and St. Louis Railway Office and Freight House

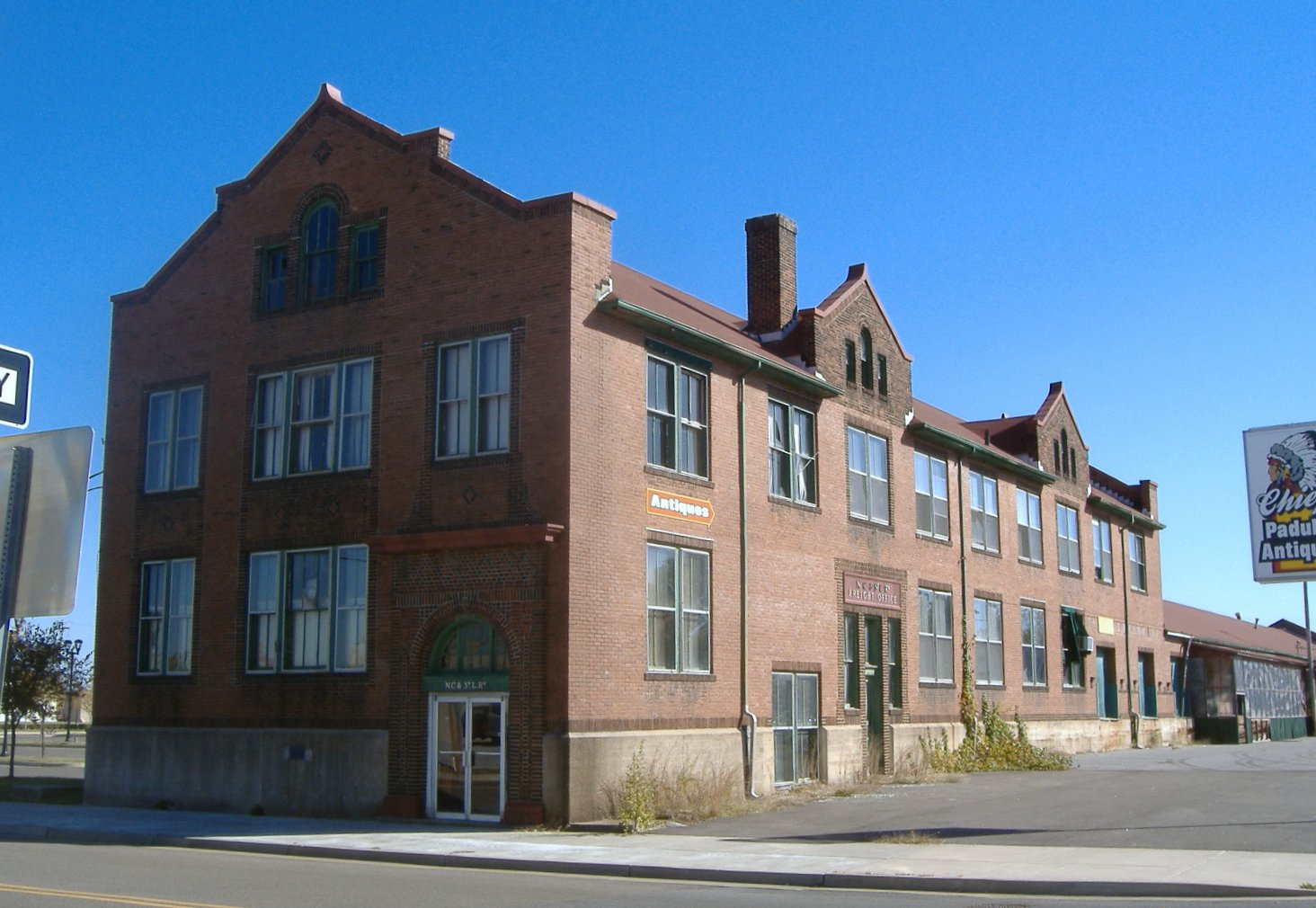
Paducah Freight House

Das Nashville, Chattanooga, and St. Louis Railway Office and Freight House oder einfacher Paducah Freight House ist ein historisches Eisenbahngebäude in Paducah, Kentucky.

## Geschichte
1852 wurde die erste Grundlage für den Bau einer Eisenbahnstrecke nach Paducah gelegt. Lloyd Tilghman, der führende Mann der New Orleans and Ohio Railroad ließ die ersten elf Kilometer Gleise legen, durch die Paducah mit Florence Station, Kentucky verbunden wurde.
Das Frachtabfertigungsgebäude wurde 1925 durch die Nashville, Chattanooga and St. Louis Railway gebaut, die sich für die Zukunft den Zusammenschluss mit anderen Eisenbahngesellschaften erhoffte, etwa der Cleveland, Cincinnati, Chicago and St. Louis Railway. Somit fiel der Bau größer aus, als er eigentlich benötigt wurde, da dieser Zusammenschluss nicht realisiert wurde. Der Bahnhof diente üblicherweise für den Umschlag von Obst und Gemüse, also von Gütern, die eine ständige Kühlung zwischen den Zügen und den Transportfahrzeugen der Zwischenhändler benötigten. Die Eisenbahngesellschaft ging 1957 in der Louisville and Nashville Railroad auf. 1974 baute die L&N ihre Belegschaft in Paducah ab und versetzte die verbleibenden Arbeiter zu einem anderen Frachtdepot in der Stadt. Die Johnston-Backus Brokerage Company kaufte das Bauwerk im November 1976. Am 17. Juli 1979 wurde Nashville, Chattanooga, and St. Louis Railway Office and Freight House als Baudenkmal in das National Register of Historic Places aufgenommen. Als sich Johnston und Backus 1993 in den Ruhestand zurückzogen, verkauften sie das Anwesen an Charles and Carolyn Simpson, die darin einen Antiquitätenhandel einrichteten.
Das Frachtgebäude ist ein zweistöckiges Bauwerk mit einem Sockel aus Kalkstein. Sein Aussehen mit den Palladin-Fenstern und den Dachgauben mit Simsen sowie den Endmauern erinnert an den Tudorstil. Die Öffnungen des Gebäudes werden durch die andersfarbigen Ziegelsteine betont.
Benachbart befindet sich das Paducah Railroad Museum, das sich ursprünglich im zweiten Stock befand. aber beim Verkauf umgesiedelt wurde.